# Liste der Könige von Galicien
Die Liste der Könige von Galicien enthält die Herrscher des mittelalterlichen Königreichs Galicien seit es im frühen 10. Jahrhundert aus dem Königreich Asturien hervorgegangen war, bis zur Einigung Spaniens im 16. Jahrhundert. Es war seine Geschichte über mit dem benachbarten Königreich León wie auch dem Königreich Kastilien-León eng in Personalunion assoziiert und besaß nur selten einen eigenen König.

## Liste der Könige von Galicien

### Haus Kantabrien
| Bild | Name Galicisch (Lebensdaten)                                   | Regierungszeit | Verwandtschaft                    | Anmerkungen |
| ---- | -------------------------------------------------------------- | -------------- | --------------------------------- | --- |
|      | Ordoño II. († 924)                                             | 910–924        | Sohn von Alfons III. von Asturien | Übernahm 910 das Königreich Galicien und 914 auch León. Siegte 917 über die Mauren bei San Esteban de Gormaz, unterlag ihnen aber 920 bei Valdejunquera. Nach seinem Tod wurde León-Galicien von Fruela II. übernommen. |
|      | Fruela II. der Aussätzige Froila (* um 875; † 925)             | 924–925        | Bruder des Vorgängers             | Übernahm 910 das Königreich Asturien und 924 auch León-Galicien. |
|      | Alfonso Froilaz der Bucklige Alfonso Froilaz (* um 875; † 925) | 925            | Sohn des Vorgängers               | Wurde von den Söhnen Ordoños II. verdrängt. |
|      | Sancho Ordóñez († 929)                                         | 925–929        | Sohn von Ordoño II.               | Übernahm 925 das Königreich Galicien, das bei seinem Tod sein Bruder übernahm. |
|      | Alfons IV. der Mönch Alfonso o Monxe († 933)                   | 925–931        | Bruder des Vorgängers             | Übernahm 925 das Königreich León und beim Tod seines Bruders Sancho 929 auch das Königreich Galicien, das fortan mit León verbunden blieb.                                                                              |
|      | Ramiro II. der Große Ramiro o Grande († 951)                   | 931–951        | Bruder des Vorgängers             | |
|      | Ordoño III. († 956)                                            | 951–956        | Sohn des Vorgängers               | |
|      | Sancho I. der Fette Sancho o Gordo (* 935; † 966)              | 956–958        | Halbbruder des Vorgängers         | |
|      | Ordoño IV. der Böse Ordoño o Mao (* 926; † 962)                | 958–959        | Sohn von Alfons IV.               | |
|      | Sancho I. der Fette Sancho o Gordo (* 935; † 966)              | 959–966        |                                   | |
|      | Ramiro III. (* 961; † 985)                                     | 966–982        | Sohn des Vorgängers               | |
|      | Bermudo II. der Gichtbrüchige Vermudo o Gotoso (* 956; † 999)  | 982–999        | Sohn von Ordoño III.              | Erhob sich 982 in Galicien gegen Ramiro III., den er 984 schließlich auch aus León vertrieb. |
|      | Alfons V. der Edle Alfonso o Nobre (* 994; † 5. Juli 1028)     | 999–1028       | Sohn des Vorgängers               | |
|      | Bermudo III. (* 1017; † 1037)                                  | 1028–1037      | Sohn des Vorgängers               | |

### Haus Jiménez
| Bild | Name Galicisch (Lebensdaten)                                           | Regierungszeit | Verwandtschaft                                                         | Anmerkungen |
| ---- | ---------------------------------------------------------------------- | -------------- | ---------------------------------------------------------------------- | --- |
|      | Ferdinand I. der Große Fernando o Grande (* 1018; † 27. Dezember 1065) | 1037–1065      | Sohn der Munidona von Kastilien und des Königs Sancho III. von Navarra | Erbte 1028 von seinem Onkel die Grafschaft Kastilien, die zunächst von seinen Eltern verwaltet wurde. Besiegte 1037 seinen Schwager Bermudo III. und übernahm die Königreiche Léon und Galicien. Teilte seine Kronen unter seinen drei Söhnen auf.                                                                                      |
|      | García (* 1042; † 22. März 1090)                                       | 1065–1073      | Sohn des Vorgängers                                                    | Erbte 1065 von seinem Vater Galicien. Wurde 1071 kurzzeitig von seinem Bruder Sancho II. vertrieben, konnte nach dessen kurz darauf erfolgten Ermordung aber Galicien wieder übernehmen. Bereits im Jahr 1073 wurde er aber von seinem zweiten Bruder Alfons VI. endgültig abgesetzt, der Kastilien, León und Galicien wieder vereinte. |
|      | Alfons VI. der Tapfere Alfonso o Bravo (* Juni 1040; † 30. Juni 1109)  | 1073–1109      | Bruder des Vorgängers                                                  | 1065 König von León, übernahm 1072 von Sancho II. auch Kastilien und 1073 von García auch Galicien. Eroberte 1085 Toledo von den Mauren. |
|      | Urraca (* Juni 1080; † 8. März 1126)                                   | 1109–1126      | Tochter des Vorgängers                                                 | Königin von Kastilien, León und Galicien, verheiratet mit Raimund von Burgund und König Alfons I. von Aragón |

### Haus Burgund-Ivrea
| Bild | Name Galicisch (Lebensdaten)                                                                 | Regierungszeit | Verwandtschaft                                       | Anmerkungen |
| ---- | -------------------------------------------------------------------------------------------- | -------------- | ---------------------------------------------------- | --- |
|      | Alfons VII. der Kaiser Alfonso o Emperador (* 11. März 1104/05; † 21. August 1157)           | 1126–1157      | Sohn der Vorgängerin                                 | König von Kastilien, León und Galicien. Kämpfte gegen seinen Stiefvater und die Mauren. Krönte sich am 26. Mai 1135 zum „Kaiser von ganz Spanien“ (Imperator totius Hispaniae). Teilte Kastilien und León unter seinen Söhnen auf.                                                                                                  |
|      | Ferdinand II. (* 1137/38; † 28. Januar 1188)                                                 | 1157–1188      | Sohn des Vorgängers                                  | Eroberte 1166 Alcántara, Albuquerque und Elvas von dem Mauren. |
|      | Alfons IX. (* 15. August 1171; † 23.24. September 1230)                                      | 1188–1230      | Sohn des Vorgängers                                  | Heiratete seine Cousine und Erbin von Kastilien, Berenguela. Von der musste er sich zwar auf kirchlichen Druck wieder trennen, aber ihr gemeinsamer Sohn Ferdinand der Heilige konnte 1217 den Thron Kastiliens besteigen. |
|      | Ferdinand III. der Heilige Fernando o Santo (* 30. Juli oder 5. August 1199; † 30. Mai 1252) | 1230–1252      | Sohn des Vorgängers und der Berenguela von Kastilien | Seit 1217 König von Kastilien. Übernahm 1230 von seinem Vater auch die Königreiche León und Galicien, die fortan untrennbar mit Kastilien vereint blieben. Eroberte 1236 Córdoba und anschließend Jaén (1246) und Sevilla (1248) von den Mauren. Etablierte damit Kastilien zur vorherrschenden Macht auf der iberischen Halbinsel. |
|      | Alfons X. der Weise Alfonso o Sabio (* 23. November 1221; † 4. April 1284)                   | 1252–1284      | Sohn des Vorgängers                                  | 1257 zum römisch-deutschen König gewählt. |
|      | Sancho IV. der Tapfere Sancho o Bravo (* 1257/58; † 25. April 1295)                          | 1284–1295      | Sohn des Vorgängers                                  | |
|      | Ferdinand IV. der Abberufene Fernando o Emprazado (* 6. Dezember 1285; † 7. September 1312)  | 1295–1312      | Sohn des Vorgängers                                  | |
|      | Alfons XI. der Gesetzgeber Alfonso o Xusticeiro (* 13. August 1311; † 26. März 1350)         | 1312–1350      | Sohn des Vorgängers                                  | |
|      | Peter I. der Grausame Pedro o Cruel (* 30. August 1334; † 23. März 1369)                     | 1350–1369      | Sohn des Vorgängers                                  | Wurde von seinem Halbbruder Heinrich von Trastámara bekämpft und schließlich auch getötet. |

### Haus Trastámara
| Bild                                             | Name Galicisch (Lebensdaten)                                                            | Regierungszeit                     | Verwandtschaft | Anmerkungen |
| ------------------------------------------------ | --------------------------------------------------------------------------------------- | ---------------------------------- | --- | --- |
|                                                  | Heinrich II. Henrique de Trastámara (* 13. Januar 1334; † 29. Mai 1379)                 | 1369–1379                          | Halbbruder des Vorgängers | Ließ sich 1366 in Burgos zum König gegen seinen Halbbruder proklamieren. Besiegte diesen 1369 in der Schlacht von Montiel und ließ ihn enthaupten. Der Adel Galiciens erkannte seine Machtübernahme allerdings nicht an, der gegen ihn den König Ferdinand I. von Portugal in das Land rief. Bis 1372 konnte Heinrich II. den Portugiesen allerdings wieder aus Galicien vertreiben. |
|                                                  | Johann I. Xoán (* 24. August 1358; † 9. Oktober 1390)                                   | 1379–1390                          | Sohn des Vorgängers | Im Jahr 1386 landete der englische Prinz John of Gaunt, 1. Duke of Lancaster, der ein Schwiegersohn Peters I. war, an der spanischen Küste an, zog erfolgreich in Santiago de Compostela ein, wo ihm der galicische Adel huldigte. Bis zum Sommer 1387 konnte dieser allerdings aus Galicien wieder vertrieben werden.                                                               |
|                                                  | Heinrich III. der Kränkliche Henrique o Doente (* 4. Oktober 1379; † 25. Dezember 1406) | 1379–1406                          | Sohn des Vorgängers | |
|                                                  | Johann II. Xoán (* 6. März 1405; † 20. Juli 1454)                                       | 1406–1454                          | Sohn des Vorgängers | |
|                                                  | Heinrich IV. der Impotente Henrique o Impotente (* 5. Januar 1425; † 11. Dezember 1474) | 1454–1474                          | Sohn des Vorgängers | |
|                                                  | Isabella I. die Katholische Isabel a Católica (* 22. April 1451; † 26. November 1504)   | 1474–1504                          | Halbschwester des Vorgängers | 1492 wird mit dem Königreich Granada der letzte muslimische Staat auf der iberischen Halbinsel erobert, womit die Reconquista ihr Ende findet. Im selben Jahr entdeckt der in spanischen Diensten segelnde Christoph Columbus den amerikanischen Kontinent und leitet damit die Begründung des spanischen Weltreichs ein.                                                            |
| Ferdinand V. der Katholische Fernando o Católico | 1474–1504                                                                               | Cousin und Ehemann von Isabella I. | König Ferdinand II. von Aragón. Regierte mit seiner Frau auch in Kastilien und anschließend als Regent für ihre Tochter.                        | |
|                                                  | Johanna I. die Wahnsinnige Xoana a Tola (* 6. November 1479; † 12. April 1555)          | 1504–1555                          | Tochter der Vorgänger | Stand aufgrund ihrer Geisteskrankheit ab 1506 unter der Vormundschaft ihres Vaters. Nach dessen Tod 1516 erbte sie auch das Königreich Aragón, welches fortan mit Kastilien verbunden blieb. Allerdings wurde zugleich ihr Sohn zum König von Kastilien und Aragón gekrönt, der auch die tatsächliche Herrschaft innehatte.                                                          |
| Philipp I. der Schöne Filipe o Fermoso           | 1504–1506                                                                               | Ehemann von Johanna I.             | Sohn des römisch-deutschen Kaisers Maximilian I. aus der Dynastie der Habsburger. Nahm bis zu seinem Tod die Herrschaft in Kastilien-León wahr. | |

| Johannas Sohn, Karl, wurde 1516 zum König von Kastilien, León, Galicien, Aragón, Granada, Navarra, Sardinien, Sizilien und Neapel gekrönt. Für die Könige des so begründeten Königreichs Spanien siehe: Liste der Staatsoberhäupter von Spanien |